# Diocesi di Sololá-Chimaltenango

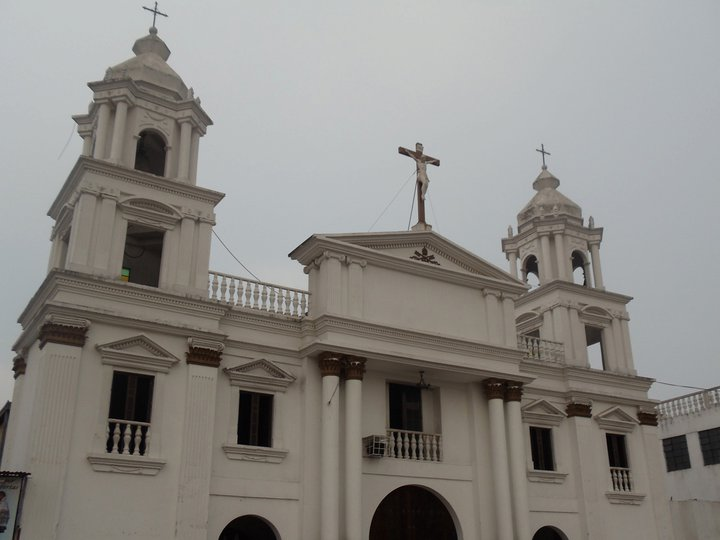
La concattedrale di Sant'Anna di Chimaltenango.

La diocesi di Sololá-Chimaltenango (in latino Dioecesis Sololensis-Chimaltenangensis) è una sede della Chiesa cattolica in Guatemala suffraganea dell'arcidiocesi di Los Altos, Quetzaltenango-Totonicapán. Nel 2022 contava 785.000 battezzati su 1.369.000 abitanti. È retta dal vescovo Domingo Buezo Leiva.

## Territorio
La diocesi comprende 2 dipartimenti guatemaltechi: Sololá e Chimaltenango.
Sede vescovile è la città di Sololá, dove si trova la cattedrale dell'Assunzione di Maria Vergine. A Chimaltenango sorge la concattedrale di Sant'Anna.
Il territorio si estende su 3.040 km² ed è suddiviso in 44 parrocchie.

## Storia
La diocesi di Sololá fu eretta il 10 marzo 1951 con la bolla Omnium in catholico di papa Pio XII, ricavandone il territorio dalla diocesi di Los Altos (oggi arcidiocesi di Los Altos, Quetzaltenango-Totonicapán) e dall'arcidiocesi di Santiago di Guatemala, di cui era originariamente suffraganea.
Il 18 agosto 1960, con la lettera apostolica Christiani populi, papa Giovanni XXIII ha proclamato la Beata Vergine Maria dei Sette Dolori (Beata Maria Virgo Septem Dolorum) patrona principale della diocesi.
Il 27 aprile 1967 cedette una porzione del suo territorio a vantaggio dell'erezione della diocesi di Santa Cruz del Quiché (oggi diocesi di Quiché).
Il 13 febbraio 1996 entrò a far parte della provincia ecclesiastica di Los Altos, Quetzaltenango-Totonicapán.
Il 31 dicembre dello stesso anno in forza del decreto Multum conferre della Congregazione per i vescovi la chiesa di Sant'Anna di Chimaltenango è stata elevata al grado di concattedrale e la diocesi ha assunto il nome attuale. Contestualmente ha ceduto una porzione di territorio a vantaggio dell'erezione della diocesi di Suchitepéquez-Retalhuleu.

## Cronotassi dei vescovi
Si omettono i periodi di sede vacante non superiori ai 2 anni o non storicamente accertati.
- Sede vacante (1951-1959)
- Jorge García Cabalieros † (10 marzo 1951 - 5 aprile 1955 deceduto) (amministratore apostolico)

- Angélico Melotto Mazzardo, O.F.M. † (27 giugno 1959 - 5 aprile 1986 ritirato)
- Eduardo Ernesto Fuentes Duarte † (5 aprile 1986 succeduto - 20 luglio 1997 deceduto)
- Raúl Antonio Martínez Paredes (28 gennaio 1999 - 28 luglio 2007 nominato vescovo ausiliare di Guatemala[2])
- Gonzalo de Villa y Vásquez, S.I. (28 luglio 2007 - 9 luglio 2020 nominato arcivescovo di Santiago di Guatemala)
- Domingo Buezo Leiva, dal 16 luglio 2021

## Statistiche
La diocesi nel 2022 su una popolazione di 1.369.000 persone contava 785.000 battezzati, corrispondenti al 57,3% del totale.
| anno | popolazione | popolazione | popolazione | presbiteri | presbiteri | presbiteri | presbiteri                | diaconi | religiosi | religiosi | parrocchie |
| anno | battezzati  | totale      | %           | numero     | secolari   | regolari   | battezzati per presbitero | diaconi | uomini    | donne     | parrocchie |
| ---- | ----------- | ----------- | ----------- | ---------- | ---------- | ---------- | ------------------------- | ------- | --------- | --------- | ---------- |
| 1966 | 586.000     | 600.000     | 97,7        | 57         | 16         | 41         | 10.280                    |         | 41        | 45        | 35         |
| 1970 | 489.000     | 525.153     | 93,1        | 43         | 17         | 26         | 11.372                    |         | 27        | 47        | 29         |
| 1976 | 520.123     | 528.440     | 98,4        | 52         | 15         | 37         | 10.002                    |         | 42        | 69        | 37         |
| 1980 | 546.125     | 642.500     | 85,0        | 56         | 17         | 39         | 9.752                     |         | 50        | 86        | 37         |
| 1990 | 710.000     | 872.000     | 81,4        | 46         | 29         | 17         | 15.434                    |         | 22        | 55        | 34         |
| 1999 | 556.321     | 678.946     | 81,9        | 42         | 37         | 5          | 13.245                    |         | 9         | 107       | 23         |
| 2000 | 571.552     | 696.598     | 82,0        | 44         | 39         | 5          | 12.989                    |         | 8         | 110       | 25         |
| 2001 | 589.427     | 735.392     | 80,2        | 46         | 43         | 3          | 12.813                    |         | 6         | 104       | 26         |
| 2002 | 607.140     | 758.454     | 80,0        | 49         | 46         | 3          | 12.390                    |         | 6         | 116       | 27         |
| 2003 | 622.425     | 775.700     | 80,2        | 48         | 45         | 3          | 12.967                    |         | 6         | 119       | 28         |
| 2004 | 639.177     | 798.971     | 80,0        | 49         | 46         | 3          | 13.044                    |         | 6         | 119       | 29         |
| 2010 | 744.000     | 924.000     | 80,5        | 88         | 85         | 3          | 8.454                     |         | 6         | 129       | 34         |
| 2014 | 819.000     | 1.017.000   | 80,5        | 90         | 87         | 3          | 9.100                     |         | 7         | 150       | 38         |
| 2017 | 713.047     | 1.243.243   | 57,4        | 85         | 82         | 3          | 8.388                     |         | 3         | 121       | 39         |
| 2020 | 757.120     | 1.320.115   | 57,4        | 97         | 97         |            | 7.805                     |         |           |           | 44         |
| 2022 | 785.000     | 1.369.000   | 57,3        | 111        | 108        | 3          | 7.072                     |         | 6         | 65        | 44         |